# Камен из Розете
Камен из Розете је гранодиоритска стела (плоча) из периода владавине египатске династије Птолемејида, исписана законом који је прописан у Мемфису 196. п. н. е. у име краља Птолемеја V. Закон је исписан трима различитим писмима; горњи текст је записан староегипатским хијероглифима, средњи демотским писмом (упрошћеним хијероглифима), а доњи текст је на старогрчком језику, у којима се говори о укидању многобројних пореза и дају се упутства за подизање статуа у храмовима. Зато што у суштини представља један текст на три писма (уз мале разлике међу њима), ова стела је основни кључ за дешифровање египатских хијероглифа.
Иако се верује да је првобитно био постављен у оквиру храма, вероватно у оближњем Саису, камен је вероватно померен током ранохришћанског или средњовековног периода и на крају је коришћен као грађевински материјал за изградњу тврђаве Жулијен у близини града Рашида (Розете), луци на средоземној обали Египта у делти Нила. Тамо га је током 1799. године поново открио војник Пјер-Франсоа Бушард, члан Наполеонове експедиције у Египту. Као први староегипатски двојезични текст откривен у модерно време, камен из Розете изазвао је распрострањено интересовање јавности, због нове могућности да се дешифрује овај досад непреведени древни језик. Литографске копије и гипсани одливци почели да круже међу европским музејима и научницима. У међувремену, британске трупе поразиле су Французе у Египту 1801. године, а оригинални камен је дошао у посед Британије након капитулације Александрије. Транспортован је у Лондон, и доступан је очима јавности у Британском музеју од 1802. године. То је уједно најпосећенији експонат у Британском музеју.
Проучавање закона је већ било у току, јер се први потпуни превод грчког текста појавио 1803. године. Међутим, тек 20 година касније, Жан Франсоа Шамполион објавио је транслитерацију египатског писма у Паризу 1822. године; али и након тога прошао је известан период до тренутка када су научници били у стању да са сигурношћу читају древне египатске натписе и књижевност. Ово његово откриће омогућило је дешифровање или разумевање и других примера, раније потпуно неразумљивих, хијероглифских записа на споменицима и археолошким налазима из старог Египта, чиме су ударени темељи нове науке, египтологије. Главни напредак у декодирању је било признање да камен приказује три верзије истог текста (1799); да демотско писмо користи фонетске знакове при спеловању страних имена (1802); да хијероглифско писмо чини исто, као и да има значајне сличности са демотским (Томас Јанг, 1814); и да, поред тога што се користе за страна имена, фонетски знакови се такође користе за спеловање изворних египатских речи (Шамполион, 1822−1824).
Од свог поновног откривања, камен је предмет националистичког ривалства, укључујући његов прелазак из француског у британско власништво током Наполеонових ратова, као и дугогодишњи спор око релативне вредности Јангових и Шамполионових доприноса дешифровању, а од 2003. године, и захтеви за повратак камена у Египат.
Две друге фрагментарне копије истог закона откривене су касније, и неколико сличних египатских двојезичних или тројезичних натписа је сада познато, укључујући и два старија птолемејска закона (Канопска уредба из 238. године п .н. е, и Указ Птолемеја Четвртог из Мемфиса, око. 218. године п. н. е). Стога, камен из Розете више није јединствен, али био је суштински кључ за модерно разумевање древне египатске књижевности и цивилизације. Термин Камен из Розете се сада користи и у другим контекстима, као назив за круцијални траг на новом пољу знања.

## Опис
Камен из Розете описан је као „камен од црног гранита, исписан трима натписима ... нађен код Розете“, у савременом каталогу артефаката које је открила француска експедиција и предала је британској војсци током 1801. године. Убрзо након преноса у Лондон, натписи на камену су обојени белом кредом да би били читљивији, а преостала површина је покривена слојем карнауба воска, који је предодређен да заштити камен од додира посетилаца. То је камену дало тамну боју, што је довело до његовог погрешног описа као црног базалтног камена. Ови додаци су уклоњени када је камен очишћен 1999. године, откривајући оригиналне тамносиве нијансе стене, сјај његове кристалне структуре, и розе жилу која прелази преко горњег левог угла. Приликом поређења са Клемовом збирком египатских стена, показао је блиску сличност са каменом из малог гранодиоритског каменолома Гебел Тингар на западној обали Нила, западно од Елефантине у области Асуан; розе жила је типична за гранодиорите из ове области.
Висина овог камена до његове највише тачке је 114,4 cm, ширина му је 72,3 cm, а дебљина 27,9 cm. Његова тежина износи приближно 760 kg. Најпре је владало мишљење да је он направљен од гранита или базалта, али сада се описује као камен од гранодиорита који је тамно сиве—плавкасто-црвенкасте боје.
Садржи три натписа: горњи део је исписан староегипатским хијероглифима, средњи египатским емотским (народним) писмом, а доњи античким грчким. Предња површина је полирана и натписи су благо урезани на њу; стране камена су углачане, али са задње стране је само грубо изравнат, вероватно зато што она не би била видљива када се стела подигне.

### Првобитни облик камена
Камен из Розете је фрагмент веће стеле. Нема додатних пронађених фрагмената у каснијим претрагама на археолошком налазишту Розете. Због оштећеног стања, ниједан од три текста није апсолутно комплетан. Горњи сегмент, који се састоји од египатских хијероглифа, претрпео је највећу штету. Само последњих 14 редова хијероглифског текста може да се види; сви они су сломљени на десној страни, а 12 њих са леве стране. Средњи сегмент исписан демотским писмом је најочуванији, садржи 32 реда, од тога је првих 14 незнатно оштећено са десне стране. Доњи сегмент на старогрчком језику садржи 54 реда, од којих су првих 27 сачувани у потпуности; остатак текста је све више оштећен због дијагоналне пукотине у доњем десном делу камена.

Оригинални облик стеле и потпун хијероглифски текст могу се проценити на основу поређења са сличним сачуваним стелама, укључујући и остале копије истог закона. Нешто старија Канопска уредба, подигнута 238. године п. н. е, за време владавине Птолемеја Трећег, висока је 219 cm, а широка 82 cm, садржи 36 редова хијероглифског текста, 73 реда демотског текста и 74 реда старогрчког текста. Текстови су сличне дужине. Из таквог поређења може се проценити да додатних 14 или 15 редова хијероглифског текста недостаје са горњег дела камена из Розете, што чини око 30 cm. Поред натписа, вероватно би на врху била уклесана сцена која приказује краља који се представља боговима, украшен крилатим Сунцем, као на Канопској уредби. Ове сличности, као и хијероглиф који означава појам „стела“ на самом камену (Гардинерова листа знакова) 
| O26 |

 указују на то да је првобитно имала заобљен врх. Висина оригиналне стеле се процењује на око 149 cm.

## Декрет из Мемфиса и његов садржај
Стела је подигнута после крунисања краља Птолемеја V, а исписана је декретом којим је успостављен божански култ новог владара. Декрет је донет од стране Сабора свештеника који су се окупили у Мемфису. Као датум узет је „4. Ксандикус“ по македонском календару и „18 Мешир“ по египатском календару, што одговара 27. марту 196. п. н. е. Ова година сматра се деветом годином владавине Птолемеја V, (изједначава се 197. и 196. година п. н. е), а то је потврђено помињањем четири свештеника који су именовани те године: Аетус син Аетуса био је свештеник божанских култова Александра Великог и пет Птолемејида све до самог Птолемеја V; његове три колеге, поменуте у натпису, предводиле су култ Беренике Еуергет (супруге Птолемеја III), Арсиноје Филаделфе (сестре и друге супруге Птолемеја II) и Арсиноје Филопатор, мајке Птолемеја V. Међутим, други датум је такође записан у грчком и хијероглифском одељку, који одговара 27. новембру 197. године п. н. е, званичној годишњици Птолемејевог крунисања. Натпис на средњем одељку исписан демотским писмом не поклапа се са тим, помињући два узастопна дана у марту као датуме доношења декрета и крунисања; иако није сигурно зашто постоје такве разлике, јасно је да је уредба издата 196. године п. н. е, и да је настала превасходно да би се њом поново успоставила владавина Птолемејида над Египтом.
Декрет је донет током турбулентног периода у историји Египта. Птолемеј V Епифан (владао 204-181. п. н. е), син Птолемеја IV Филопатора и његове супруге и сестре Арсиноје, постао је владар у само пет година после изненадне смрти оба родитеља, који су, према савременим изворима, убијени у завери која је повезана са љубавницом Птолемеја IV, Агатоклејом. Завереници су ефикасно владали Египтом као намесници Птолемеја V, све до избијања побуне две године касније, на челу са генералом Тлеполемусом, у којој су Агатоклеја и њена породица били линчовали од стране руље у Александрији. Тлеполемус је заузврат именован намесником 201. године п. н. е, од стране Аристоменеса из Ализије, који је био главни министар у време Декрета из Мемфиса.
Политичке снаге изван граница Египта погоршавале су унутрашње проблеме птолемејског краљевства. Антиох III Велики и Филип V Македонски склопили су пакт ради поделе египатских прекоморских територија. Филип је заузео неколико острва и градова у Карији и Тракији, док је битка код Панијума (198 п. н. е) резултовала преласком птолемејске Келе-Сирије, укључујући и Јудеју, у руке Селеукида. У међувремену, на југу Египта дошло је до дугогодишње побуне, која је почела још за време владавине Птолемеја IV, коју је предводио Хорвенефер и његов наследник Анкхвенефер. И рат и унутрашњи сукоби су били још увек у току када је млади Птолемеј V званично крунисан у Мемфису са својих 12 година (седам година после почетка владавине), а тада је издат декрет из Мемфиса.
Стела је касни пример класе Донаторске стеле, које представљају актуелног владара који је ослободио свештенство плаћања пореских обавеза. Фараони су подизали ове стеле током претходних 2.000 година, а најранији примери датирају из египатског Старог краљевства. У ранијим периодима, сви такви декрети су издати искључиво од стране самог краља, али су Декрет из Мемфиса донели свештеници, у служби одржавалаца традиционалне египатске културе. У декрету је забележено да Птолемеј V дарује храмове сребром и житарицама. Такође је забележено да је у осмој години своје владавине, током нарочито велике поплаве Нила, наредио одводњавање и преграђивање вишка воде у корист земљорадника. Заузврат, свештенство је обећало да ће се краљев рођендан и дан крунисања прослављати сваке године, и да ће сви свештеници Египта славити њега упоредо са другим боговима. Декрет се закључује упутством да се копија мора поставити у сваком храму, исписана „језиком богова“ (хијероглифима), „језиком докумената“ (демотским писмом), и „језиком Грка“, који је користила птолемејска власт.
Ојачавање наклоности свештенства била је од суштинског значаја за птолемејске краљеве да би задржали сигурну власт над становништвом. Високи свештеници из Мемфиса – где је краљ крунисан - били су посебно важни, јер су они били највиши верски ауторитет тог периода и имали су утицај широм краљевства. С обзиром на то да је декрет донет у Мемфису, древној престоници Египта, а не у Александрији, центру власти птолемејида, очигледно је да је млади краљ жарко желео да задобије њихову активну подршку. Стога, иако су власти Египта говориле на грчком још од освајања Александра Великог, декрет из Мемфиса, као и претходна два декрета из исте класе, садржи текст на египатском језику да би приказао његову важност за општу популацију путем писменог египатског свештенства.
Не постоји један званични превод декрета због мањих разлика између три оригинална текста и због тога што модерно разумевање древних језика наставља да се развија. Најновија верзија превода, који је саставио Р. С. Симпсон, на основу демотског текста, доступан је на сајту Британског музеја. Може се упоредити са комплетним преводом Едвина Р. Бевана у делу „Династија Птолемеја“ (1927), на основу грчког текста са коментарима о варијацијама између овог текста и друга два египатска.
Стела готово сигурно не потиче из града Рашида (Розете), где је пронађена, већ вероватније долази из храма даље у унутрашњости Египта, вероватно краљевског града Саиса. Храм у коме се налазио камен затворен је око 392. године п. н. е, када је владар Источног римског царства, Теодосије I, наредио затварање свих нехришћанских храмова. У неком тренутку, оригинална стела се поломила, а њен највећи комад постаје оно што сада знамо као Камен из Розете. Староегипатски храмови су касније коришћени као каменолом за нову градњу, а камен из Розете вероватно је поново искоришћен на овај начин. Касније је уграђен у темеље једне тврђаве коју је конструисао мамелучки султан Каитбеј (око 1416/18 – 1496) да брани Болбитински огранак Нила у близини Рашида. Ту је остао још најмање три века, до свог поновног открића.
Још две копије декрета из Мемфиса пронађене су после открића камена из Розете: Стела из Нубејре и натпис пронађен у храму на острву Филе. За разлику од камена из Розете, њихови хијероглифски натписи били су релативно нетакнути, и иако је текст са камена из Розете био дешифрован много пре открића других примерака декрета, каснији египтолози, укључујући Валиса Баџа, користили су ове друге натписе да додатно усаврше превод са оригиналним хијероглифима, уместо којих су други били кориштени у изгубљеним деловима хијероглифског одељка на камену из Розете.

## Поновно откриће
Током Наполеонове кампање 1798. године у Египту, војску експедиције пратила је Комисија за науке и уметности, тим од 167 техничких стручњака. Дана 15. јула 1799, док су француски војници под командом пуковника Д' Хаутпоула јачали одбрамбене положаје тврђаве Жулијен, неколико километара североисточно од египатског града Розете (садашњи Рашид), поручник Пјер-Франсоа Бушард приметио је плочу са натписима на једној страни, коју су војници откопали. Он и Д' Хаутпоул сматрали су да би то могао бити важан артефакт и известили генерала Жака-Франсоу Меноуа, који се затекао у Розети. Откриће је објављено Наполеоновој новооснованој научној асоцијацији у Каиру, на Египатском Институту, у извештају члана Комисије под именом Мишел Анж Ланкре, наглашавајући да садржи три натписа, први хијероглифски, а трећи старогрчки, и с правом је указао на то да су три натписа вероватно исте верзије једног текста. Ланкреов извештај, из 19. јула 1799. године, прочитан је убрзо на састанку Института 25. јула. Бушард је у међувремену транспортовао камен у Каиро, да би га научници подробније испитали. Чак и Наполеон лично је прегледао оно што су већ називали Pierre de Rosette, камен из Розете, непосредно пре свог повратка у Француску, августа 1799. године.
Откриће је објављено у Courrier de l'Égypte Египатски курир, званичним новинама француске експедиције, у септембарском издању: Анонимни новинар изразио је наду да камен може једног дана бити кључ за дешифровање хијероглифа. Током 1800. године, три техничких стручњака Комисије осмислили су начине за копирање текстова са камена. Један од њих, штампар и надарени лингвиста Жан-Жозеф Марсел, заслужан је као прва особа која је препознала да је средњи текст, који је првобитно сматран старим сирским писмом, у ствари исписан египатским демотским писмом, које се ретко користи за камене натписе и стога је ретко виђено од стране научника у то време. Уметник и проналазач Никола-Жак Конте пронашао је начин да користи сам камен као материјал за литографске копије; нешто другачији метод за репродукцију натписа користио је Антоан Галанд. Копије које су настале, однео је у Париз генерал Чарлс Дугуа. Научници у Европи су сада били у могућности да виде натписе и покушају да их читају.
Након Наполеоновог одласка, француске трупе одупирале су се британским и османским нападима још 18 месеци. У марту 1801, Британци су пристигли у Абукирски залив. Генерал Жак-Франсоа Меноу, који је међу првима видео камен 1799. године, сада је командовао француском експедицијом. Његове трупе, укључујући Комисију, марширале су на север ка обали Средоземног мора у сусрет непријатељу, превозећи камен заједно са другим антиквитетима свих врста. Поражен у борби, Меноу и остатак његове војске повукли су се у Александрију, где су били опкољени и под опсадом, са каменом унутар града. Он је признао пораз и предао се 30. августа .

## Прелазак у посед Британаца
Након предаје, избио је спор око судбине француских археолошких и научних открића у Египту, укључујући и групу артефаката, биолошких узорака, белешки, планова и цртежа прикупљених од стране чланова комисије. Меноу је одбио да их преда, тврдећи да они припадају Институту. Британски генерал Џон Хели-Хатчинсон одбио је да ослободи град док се Меноу не преда. Научници Едвард Даниел Кларк и Вилијам Ричард Хамилтон, који су недавно пристигли из Енглеске, пристали су да прегледају колекцију у Александрији и тврдили су да су пронашли многе артефакте које Французи нису пријавили. У писму свом дому, Кларк је рекао: Пронашли смо у њиховом поседу много више него што је пријављено или се може замислити.
Када је Хатчинсон прогласио сав материјал власништвом британске Круне, француски научник, Етиен Жофроа Сент-Илер, рекао је Кларку и Хамилтону да би они радије спалили сва своја открића - алудирајући злослутно на уништење Александријске библиотеке - него их предали Британцима. Кларк и Хамилтон су се заузели за случај француских научника, и Хатчинсон се на крају сложио да ставке као што су природни историјски узорци постану њихово приватно власништво. Меноу је одмах навео и камен као своје приватно власништво; да је ово било прихваћено, он би могао да га однесе у Француску. Једнако свестан јединствене вредности камена, генерал Хатчинсон одбацио је Меноуове тврдње. На крајује постигнут договор, а предаја објеката је регистрована у Александријској капитулацији, коју су потписали представници британских, француских и османских снага.
Детаљи тачне предаје камена у руке Британаца нису јасни, јер се савремени подаци разликују. Пуковник Томкинс Хилгроув Тарнер, који је требало да га однесе у Енглеску, касније је тврдио да га је он лично одузео од Меноуа и однео га на топовској кочији. У много детаљнијем извештају, Едвард Данијел Кларк је изјавио да су француски „официр и члан Института“ одвели њега, његовог ученика - Џона Крипса и Хамилтона тајно у споредне уличице иза Меноуове резиденције и показао им камен скривен под заштитним теписима међу Меноуовим пртљагом. Према Кларку, њихов доушник је страховао да би камен могао бити украден ако га француски војници виде. Хатчинсон је сместа обавештен и камен је однесен – вероватно Тарнеровом топовском кочијом.
Тарнер је донео камен у Енглеску на заробљеној француској фрегати HMS Egyptienne, укотвљујући се у Портсмуту у фебруару 1802. године. Његово наређење је било да прикаже камен и друге антиквитете краљу Џорџу III. Краљ, кога је заступао ратни секретар Лорд Хобарт, наложио је да буде постављен у Британском музеју. Према Тарнеровом представнику, он је инсистирао, а Хобарт се сложио, да би пре коначног излагања у музеју, камен требало да буде приказан научницима Антикварног друштва Лондона, чији је Тарнер био члан. Тамо је виђен по први пут и о њему се дискутовало на састанку 11. марта 1802. године.
Током 1802. године, Друштво је створило четири гипсане копије камена, које су дате универзитетима у Оксфорду, Кембриџу, Единбургу и Колеџу светог Тројства у Даблину. Убрзо, направљене су папирне копије, које су послате европским научницима. Пре краја 1802, камен је пребачен у Британски музеј, где се и данас налази. Натписи исписани белом бојом на левој и десној страни камена потврђују да је он „Заробљен у Египту од стране британске војске 1801“ и „Представљен од стране краља Џорџа III“.
Камен је готово непрекидно изложен у Британском музеју од јуна 1802. године. Средином 19. века, додељен му је инвентарски број „ЕА 24", ЕА значи „египатски антиквитети“. Он је био део колекције староегипатских споменика преузетих од француске експедиције, укључујући саркофаг фараона Нектанеба II (ЕА 10), статуу високог свештеника бога Амона (ЕА 81) и велику гранитну песницу (ЕА 9). Ускоро је установљено да су артефакти исувише тешки за подове виле Монтеги (оригинална зграда Британског музеја), и пренети су у помоћну зграду која је изграђена на имању. Камен из Розете је пребачен у галерију скулптура 1834, недуго након што је вила Монтеги срушена и замењена грађевином у којој је сада смештен Британски музеј. Према евиденцији музеја, камен из Розете је њен најпосећенији артефакт, а његова једноставна фотографија је била најпродаванија разгледница музеја већ деценијама.
Камен из Розете је првобитно постављен у метални калуп који је специјално направљен за њега и био благо нагнут. У почетку није имао заштитни покров, али упркос напорима чувара да осигурају да га посетиоци не додирују, од 1847. било је потребно поставити га у заштитни рам. Од 2004, рестаурирани камен је изложен у специјално израђеној кутији у центру галерије египатских скулптура. Реплика камена из Розете, која изгледа онако како се појавила пред народом у 19. веку, без рама и слободна на додир, сада је доступна у Краљевој библиотеци Британског музеја.
Пред крај Првог светског рата, 1917, музеј је био забринут због тешког бомбардовања у Лондону и преместио је камен на сигурно, заједно са осталим преносивим вредним артефактима. Камен је провео наредне две године 15,24 m под земљом на станици поштанске железнице у близини Холборна. Осим за време рата, камен из Розете је напустио Британски музеј само једном: током месеца октобра 1972, да би био приказан поред Шамполионовог Писма у Лувру у Паризу на 150. годишњицу његовог објављивања. Чак и када је камен био рестауриран током 1999, рад је обављан у галерији, тако да је могао да остане доступан јавности.

## Разумевање камена из Розете
Пре открића камена из Розете и његовог дешифровања, староегипатски језик и писмо нису били познати од пада Римског царства. Употреба хијероглифа је постала изузетно специјализована чак и у каснијем фараонском периоду; до 4. века нове ере, мали број Египћана био је у стању да чита хијероглифе. Монументална употреба хијероглифа престала је када је римски цар Теодосије I затворио све нехришћанске храмове 391. године; последњи сачувани натпис, пронађен на острву Филе и познат под именом Есмет-Акхомов графит, носи датум 24. август 396. нове ере.
Хијероглифи су задржали свој сликовни изглед и класични аутори су наглашавали овај аспект, као сушта супротност грчком и римском писму. На пример, у 5. веку свештеник Хораполон је написао дело Хијероглифика, објашњење скоро 200 знакова. Иако се веровало да је ауторитативно, али по многим питањима погрешно, ово и друга дела су била трајна препрека за разумевање египатског писања. Касније покушаје дешифровања хијероглифа дали су арапски историчари у средњовековном Египту током 9. и 10. века. Dhul-Nun al-Misri и Ibn Wahshiyya су били први историчари који су проучавали ово древно писмо, повезујући га са савременим коптским језиком којим су се служили коптски свештеници у том периоду. Даље проучавање хијероглифа од стране европских научника није уродило плодом, али се истичу Јоханес Горопиус Беканус (Johannes Goropius Becanus) у 16. веку, Атанасиус Кирхер (Athanasius Kircher) у 17. и Георг Зоега (Jörgen Zoega) у 18. веку. Откриће камена из Розете 1799. пружа критичне недостајуће информације, које је откривао низ научника, да би коначно Жан-Франсоа Шамполион успео да утврди природу овог мистериозног писма.

### Грчки текст
Одељак са грчким текстом на камену из Розете био је полазна тачка. Старогрчки језик био је широко познат научницима, али детаљи његове употребе у хеленистичком периоду као административни језик у птолемејском Египту нису били познати: значајнија открића грчких папируса била су далеко у будућности. Тако најранији преводи грчког текста на камену показују да се преводиоци још увек боре са историјским контекстом и административним и верским жаргоном. Стивен Вестон је усмено представио енглески превод грчког текста на састанку Антикварног друштва у априлу 1802.  У међувремену, две литографске копије направљене у Египту стигле су у Француски институт у Паризу, 1801. године. Тамо је библиотекар и антиквар Габријел де Ла Порте ду Теил започео рад не превођењу са грчког. Скоро одмах бива послат на друго место по Наполеоновом наређењу, и препушта свој недовршени посао у руке свог колеге, Хуберт-Паскала Амиљона, који је 1803. издао прве објављене преводе грчког текста, на латинском и француском језику, како би се осигурало њихово циркулисање нашироко. На Кембриџу, Ричард Порсон је радио на доњем десном углу грчког текста који је недостајао. Он је представио вешто предложену реконструкцију, коју је Антикварно друштво убрзо почело да користи у оквиру својих копија натписа. У Гетингену у готово исто време, класични историчар Кристијан Готлоб Хеине, радећи на једној од тих копија, направио је нови латински превод грчког текста који је много поузданији од Амиљоновог. Испрва објављен 1803. године, поново је штампан од стране Антикварног друштва, заједно са Вестоновим необјављеним енглеским преводом, сведочењима пуковника Тарнера и другим документима, у специјалном издању часописа Archaeologia током 1811. године. 

### Демотски текст
У време откривања камена, шведски дипломата и научник Јохан Дејвид Акерблад радио је на мање познатом писму чији су списи недавно пронађени у Египту, и које је касније постало познато као демотско или народно. Он га је назвао „курзивно коптско писмо“ јер, иако је имало неколико сличности са касним коптским писмом, он је био убеђен да је коришћено за бележење неког облика коптског језика (директног потомка староегипатског језика). Француски оријенталиста Антоан-Исак Силвестре де Саси, који је разматрао свој рад са Акербладом, добио је 1801. године од Жан-Антоана Шаптала, француског министра унутрашњих послова, једну од ранијих литографских копија камена из Розете, и схватио је да је средњи текст написан истим писмом. Он и Акерблад су почели да проучавају писмо, фокусирајући се на средњи текст, под претпоставком да је писмо алфабетско. Покушали су, поредећи га са грчким, да у оквиру овог непознатог текста открију места где се појављују грчка имена. Током 1802, Силвестре де Саси је пријавио Шапталу да је успешно идентификовао пет имена („Александрос“, „Александреиа“, „Птолемаиос“, „Арсиное“ и Птолемејеву титулу „Епифан“), а Акерблад је објавио азбуку од 29. слова (од којих је тачно више од пола), које је идентификовао из грчких имена у демотском тексту. Међутим, они нису могли да идентификују преостале знакове у тексту, који су, како се сада зна, садржали идеографске и друге симболе уз фонетске.